# P-01D
docomo with series P-01D（ドコモ ウィズシリーズ ピー ゼロイチ ディー）は、パナソニック モバイルコミュニケーションズによって開発された、NTTドコモの第三世代携帯電話（FOMA）端末である。docomo with seriesのひとつ。OSはAndroid 2.3を搭載している。

## 概要
P-07Cに続く、同社のNTTドコモ向けスマートフォン2号機である。P-07Cが大画面(4.3型)を売りとした機種なのに対し、P-01Dではディスプレイを3.2型に抑え小型軽量を特長としている。
文字入力アプリとしてはP-07C同様、iWnnをベースとした『フィットキー』がプリセットされている。キーパッドの大きさ・位置・デザイン変更やデコレーションが可能なだけでなく、P-01Dでは小さい画面でも文字を入力しやすいよう、キー配列を一般的な横5列から横4列にしてキー1個あたりの領域を広げることも可能になっている。
また、パナソニック製スマートフォンの独自アプリとしてアプリの電力消費などを確認できる「エコナビ」がプリセットされている。
なお、おサイフケータイ・Xi・おくだけ充電には非対応のほか、防水性能は備えていない。
大手メーカー製品でありながらブートローダーにロックが掛かっておらず、開発専用機並の自由度がある。

## 主な機能
| 主な対応サービス                                 | 主な対応サービス                               | 主な対応サービス                       | 主な対応サービス                              |
| ------------------------------------------------ | ---------------------------------------------- | -------------------------------------- | --------------------------------------------- |
| タッチパネル／加速度センサー                     | Xi／FOMAハイスピード（受信14Mbps/送信5.7Mbps） | Bluetooth                              | DCMX／おサイフケータイ／赤外線／トルカ        |
| ワンセグ                                         | メロディコール                                 | テザリング                             | WiFi IEEE802.11b/g/n                          |
| GPS                                              | spモード／電話帳バックアップ                   | デコメール／デコメ絵文字／デコメアニメ | iチャネル                                     |
| エリアメール／ソフトウェアーアップデート自動更新 | デジタルオーディオプレーヤー(WMA)(MP3他)       | GSM／3Gローミング（WORLD WING）        | フルブラウザ／Flash Player 10.3               |
| Androidマーケット／dメニュー／dマーケット        | Gmail／Google Talk／YouTube／Picasa            | バーコードリーダ／名刺リーダ           | ドコモ地図ナビ／Google Maps／ストリートビュー |

## 歴史
- 2011年10月18日 - NTTドコモより発表。
- 2011年11月10日 - 発売開始